# NGC 876
NGC 876 est une galaxie spirale vue par la tranche et située dans la constellation du Bélier. NGC 876 a été découverte par l'astronome irlandais R. J. Mitchell en 1854.

## Caractéristiques
Sa vitesse par rapport au fond diffus cosmologique est de 3 659 ± 18 km/s, ce qui correspond à une distance de Hubble de 54,0 ± 3,8 Mpc (∼176 millions d'al).
À ce jour, cinq mesures non basées sur le décalage vers le rouge (redshift) donnent une distance de 69,860 ± 22,635 Mpc (∼228 millions d'al), ce qui est à l'intérieur des valeurs de la distance de Hubble. Notons cependant que c'est avec la valeur moyenne des mesures indépendantes, lorsqu'elles existent, que la base de données NASA/IPAC calcule le diamètre d'une galaxie et qu'en conséquence le diamètre de NGC 876 pourrait être d'environ 34,9 kpc (∼114 000 al) si on utilisait la distance de Hubble pour le calculer.
La classe de luminosité de NGC 874 est III et elle présente une large raie HI.
En raison d'une brillance de surface égale à 14,46 mag/am2, on peut qualifier NGC 876 de galaxie à faible brillance de surface (LSB en anglais pour low surface brightness). Les galaxies LSB sont des galaxies diffuses (D) avec une brillance de surface inférieure de moins d'une magnitude à celle du ciel nocturne ambiant.

## Groupe de NGC 877
NGC 876 fait partie d'un groupe de galaxies d'au moins 8 membres, le groupe de NGC 877. Outre NGC 876 et NGC 877, les autres galaxies du groupe sont IC 1791, NGC 871, UGC 1693, UGC 1761, UGC 1773 et UGC 1817.